# Українсько-перуанські відносини
Українсько-перуанські відносини стосуються міжнародних відносин між Республікою Перу та Україною, обома суверенними республіками, які є повноправними членами Організації Об'єднаних Націй.
Послом України в Перу є вчений-маяніст Юрій Полюхович (з 23 грудня 2022).

## Історія
Протягом 20 століття двосторонні відносини підтримувались між Перу та Радянським Союзом від центрального уряду в Москві . З моменту проголошення незалежності України після розпуску Радянського Союзу в 1991 році, Перу офіційно визнав Україну суверенною державою, встановивши дипломатичні відносини зі східноєвропейською країною з 7 травня 1992 року.
У березні 2003 року міністр закордонних справ Перу Аллан Вагнер здійснив робочу поїздку в Україну; в той час як його колега, Державний секретар закордонних справ України, Володимир Єльченко здійснив робочий візит до Перу у квітні того ж року.
2007 року Перу був дев'ятою країною у світі та однією з перших країн Латинської Америки, яка висвітлила Голодомор, що стався в Україні, як геноцид . 
Обидві країни підписали кілька економічних, технологічних та інших угод про співробітництво.  Перуанські та українські збройні сили підписали угоди про військове співробітництво.
2019 року Держава Україна через корпорацію " Укроборонпром" була присуджена публічним тендером на продаж літаків перуанській державі . 
У південно-американській країні є невелика громада українців та їх нащадків, більшість з яких проживає в Лімі, національній столиці та найбільш густонаселеному місті, а також громада жителів перуанців в Україні, які проживають у столиці —Києві.

## Дипломатичні місії
- Перу відкрив почесне консульство в Києві разом з посольством Перу у Варшаві, Польща.
- Україна створила посольство в Лімі, яке також виконує сумісні функції для Колумбії.

## Дивись також
- Дипломатичні місії Перу
- Дипломатичні представництва України

## Зовнішні посилання
- Посольство України в Лімі [Архівовано 6 грудня 2019 у Wayback Machine.]